# Le Grand Roi
Pour plus de détails, voir Fiche technique et Distribution.
Le Grand Roi (Der Große König) est un film allemand de Veit Harlan sorti en Allemagne et en Suède en 1942, puis en Finlande, en Italie, en France, en Espagne et enfin aux États-Unis en 1956. Il reçut le prix Mussolini au Festival de Venise en 1942.
Ce film, sur un scénario de Veit Harlan, de Hans Rehberg et de Gerhard Menzel, retrace la vie du roi de Prusse, Frédéric II de 1759 à 1763, pendant la campagne de Silésie au cours de la Guerre de Sept Ans contre Marie-Thérèse d'Autriche, avec, enfin, le retournement des Russes. C'est la dernière fois qu'Otto Gebühr y interprète le rôle de Frédéric le Grand. La production le trouvait trop âgé pour jouer le roi de Prusse, mais finit par reculer car le public connaissait bien Otto Gebühr. Il est disponible en DVD.

## Argument
L'histoire débute à la bataille de Kunersdorf (1759) où l'armée prussienne est opposée à l'armée autrichienne. Les Prussiens sont défaits et laissent 48 000 morts sur le terrain. Le roi Frédéric songe au suicide. Après que ses généraux tentent de le convaincre de capituler, le roi trouve un courage des derniers instants et rassemble ses troupes. En même temps, le Feldwebel Treskow tombe amoureux de la fille d'un meunier, Luise, qui soigne les soldats blessés. Les deux jeunes gens songent au mariage. Frédéric II se lance à Torgau contre les Autrichiens qu'il parvient à vaincre. Pendant la bataille, Treskow meurt, juste après avoir pu épouser Luise.
L'argument du film tourne autour des idées classiques des films de guerre à toute époque, à savoir l'idée de sacrifice et du pouvoir de mobilisation, surtout à l'époque où il est sorti : en pleine Seconde Guerre mondiale, en Allemagne.

## Fiche technique
- Réalisation : Veit Harlan
- Scénario : Veit Harlan, Gerhard Menzel, Hans Rehberg
- Photographie : Bruno Mondi
- Musique : Hans-Otto Borgmann
- Montage : Friedrich Karl von Puttkamer
- Durée : 118 minutes
- Dates de sortie : 
  - 3 mars 1942 ( Reich allemand)
  - 31 août 1942 ( Royaume d'Italie)
  - 30 novembre 1942 ( Suède)
  - 30 mars 1944 ( Empire du Japon)
  - 1956 ( États-Unis)

## Distribution
- Otto Gebühr : Frédéric II
- Kristina Söderbaum : Louise Treskow
- Gustav Fröhlich : Treskow
- Hans Nielsen : Niehoff
- Paul Wegener : le général Tchernychev
- Paul Henckels : le grenadier Spiller
- Elisabeth Flickenschildt : la femme du grenadier Spiller
- Kurt Meisel : Alfons
- Hilde Körber : la reine Élisabeth de Prusse
- Claus Clausen : le prince Henri
- Klaus Detlev Sierck : le prince Henri, jeune
- Herbert Hübner : le comte von Finkenstein
- Franz Schafheitlin : le colonel Bernburg
- Otto Henning : le général von Finken
- Reginald Pasch : le général Manteuffel
- Josef Peterhans : le général Tempelhof
- Heinrich Schroth : le général von Seckendorff
- Jaspar von Oertzen : Karl von Prittwitz
- Jakob Tiedtke : le bourgmestre de Berlin
- Bernhard Goetzke : le général von Hülsen
- Otto Graf : le général von Seydlitz
- Leopold von Ledebur : le général von Retzow
- Alexander Kökert : le général von Platen
- Karl Günther : le comte von Kaunitz

## Article annexe
- Liste des longs métrages allemands créés sous le nazisme